# Astipálea
Astipálea er en lille græsk ø i Dodekaneserne.
De største øer i Dodekaneserne er Rhodos og Kos.
Tidligere var øen besat af tyrkerne til 1912, senere besat af italienerne og under 2. verdenskrig besat af englænderne, der efter krigen overgav alle øerne i Dodekaneserne til Grækenland.
Det er en nøgen klippeø med frugtbare dale. Der dyrkes majs og citron. Fåreavlen giver også en osteproduktion.
Astipálea er 97 km², har 1100 indbyggere og ligger mellem Dodekaneserne og Kykladerne. Der er færgeruter til Kalymnos og Piræus.
36°34′51″N 26°22′32″Ø / 36.58083°N 26.37556°Ø